# KEPD–350 Taurus
TAURUS KEPD 350 egy német–svéd légi indítású robotrepülőgép, melyet a TAURUS Systems gyárt és Németország illetve Spanyolország használ.